# Dieta baja en grasas
Una dieta baja en grasas es una dieta que restringe la ingesta de grasa y, a menudo, también de grasa saturada y colesterol. Las dietas bajas en grasa tienen el propósito de reducir enfermedades tales como enfermedades del corazón y la obesidad. La reducción de grasa en la dieta puede hacer que sea más fácil reducir la cantidad de calorías consumidas. Las grasas proporcionan nueve calorías por gramo, mientras que los carbohidratos y las proteínas proporcionan cuatro calorías por gramo, por lo que la elección de alimentos bajos en grasa permite comer una mayor cantidad de alimentos para el mismo número de calorías. El Instituto de Medicina, una organización no gubernamental estadounidense, recomienda limitar el consumo de grasas al 35% del total de calorías para ayudar a prevenir la obesidad y para ayudar a controlar la ingesta de grasas saturadas.

## Evidencia
La reducción de la ingesta total de grasas conduce a la reducción de la ingesta de calorías, lo que resulta en la pérdida de peso o menor aumento de peso. El beneficio total es pequeño pero beneficioso. En lo que respecta a la pérdida de peso, las dietas bajas en grasas no parecen diferir de otras dietas que también reducen las calorías en general.
Las dietas bajas en grasas han sido promovidas para la prevención de enfermedades cardiovasculares. La reducción de la ingesta de grasa del 35-40% de las calorías totales al 15-20% de las calorías totales se ha demostrado que disminuye el colesterol total y el LDL en un 10-20%; Sin embargo, la mayor parte de esta disminución se debe a una reducción en la ingesta de grasa saturada. La grasa saturada se ha demostrado que aumenta el colesterol total y el LDL en un gran número de estudios, y también se ha correlacionado con un mayor riesgo de enfermedades cardiovasculares. Además, una dieta alta en grasas puede contener cantidades "inaceptablemente altas" de grasa saturada, incluso si se evitan las grasas saturadas de productos animales y aceites tropicales. Esto se debe a que todas las grasas contienen algunos ácidos grasos saturados. Por ejemplo, si una persona elige grasas con sólo el 20% de ácidos grasos saturados, el establecimiento de la ingesta de grasa en el 35% de las calorías totales que significaría que 7% de las calorías vendría de grasa saturada. Por esta razón, el Instituto de Medicina recomienda consumir no más del 35% de las calorías en forma de grasa.
Mientras las dietas bajas en grasas reducen el colesterol total y el LDL, un aumento repentino de los hidratos de carbono ha sido "consistentemente" demostrado que aumenta los triglicéridos. Se ha demostrado que aumentar el consumo de carbohidratos en la dieta gradualmente previene la hipertrigliceridemia.